# Rượu whisky ngô

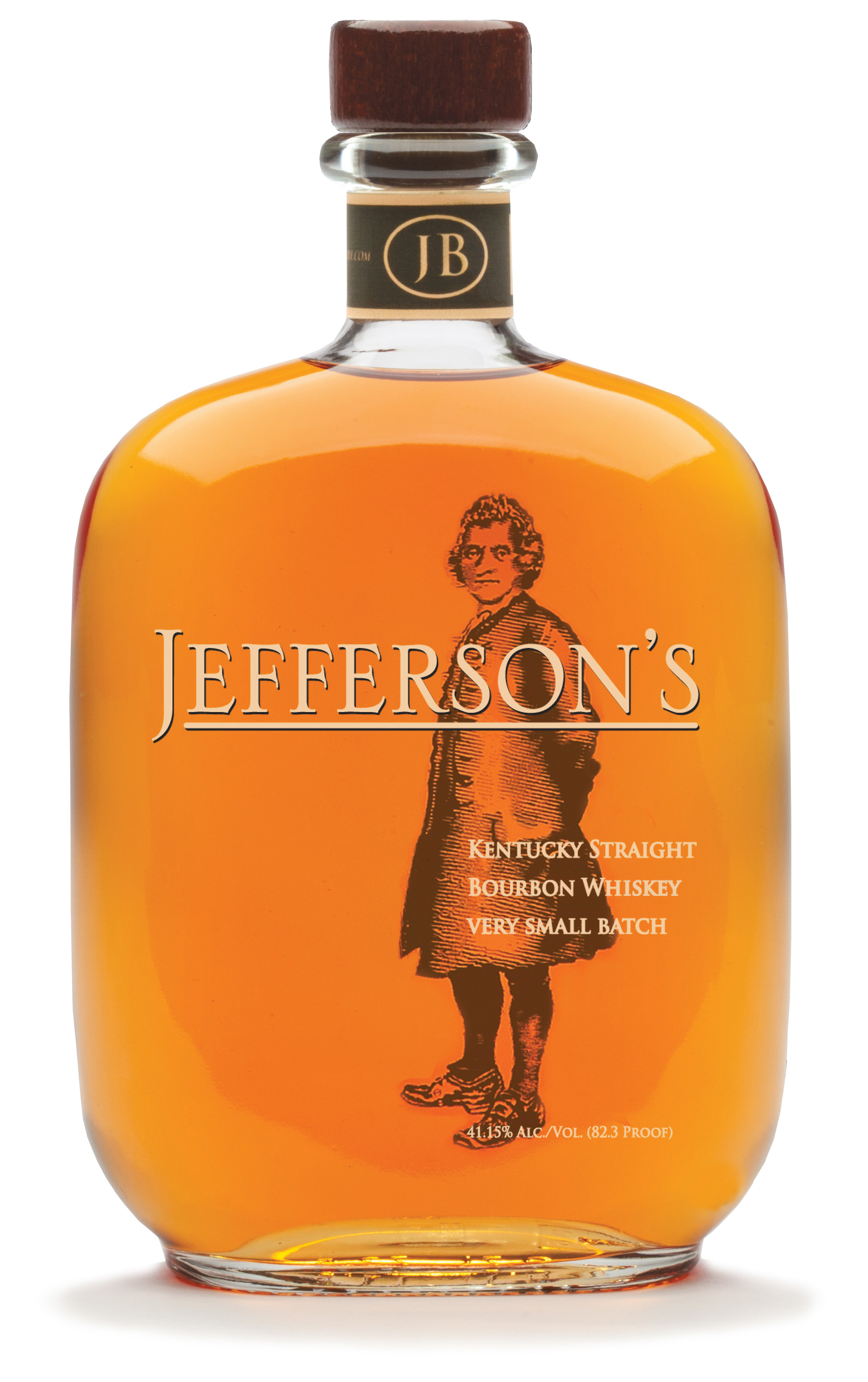
Một loại rượu whisky ngô thuộc hãng Jefferson's Small Batch Bourbon

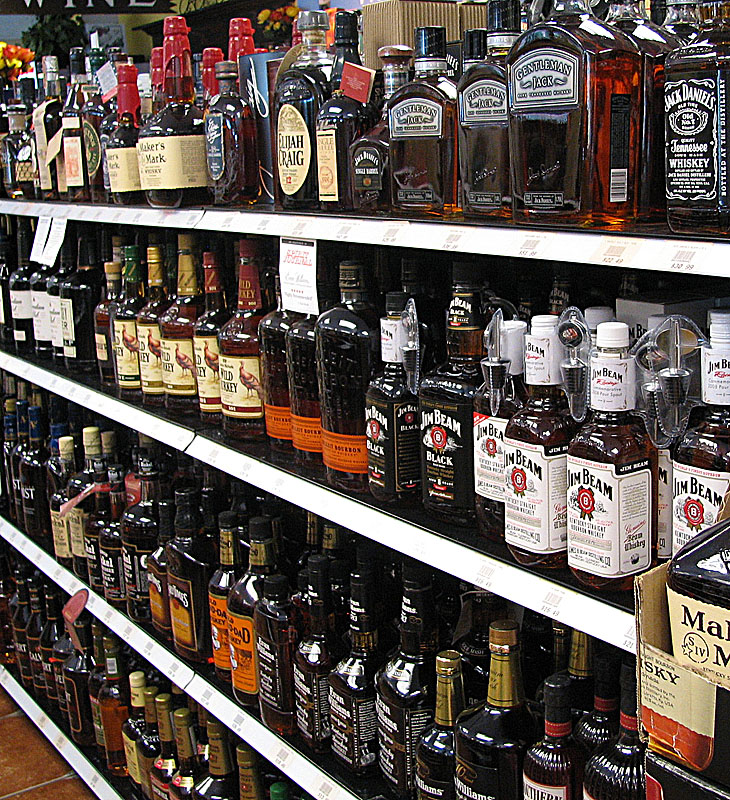
Gian hàng rượu whisky ngô trong một cửa hàng tại Decatur, Georgia

Rượu whisky ngô (tiếng Anh: bourbon whiskey) là một loại rượu whisky Mỹ với thành phần chính là ngô. Tên của loại thực phẩm này có thể đã mượn từ tên triều đại nhà Bourbon (Pháp), dù vậy, nguồn gốc chính thức vẫn còn chưa rõ ràng. Loại rượu này được coi là đi liền với miền nam nước Mỹ, cụ thể là bang Kentucky. Tính đến năm 2014, thị trường rượu ngô ước tính đạt $2,7 tỉ đô-la, mặt hàng rượu ngô cũng chiếm 2/3 doanh thu trong thị trường xuất khẩu đồ uống chưng cất trị giá $1,6 tỉ đô của Mỹ.

## Hình ảnh

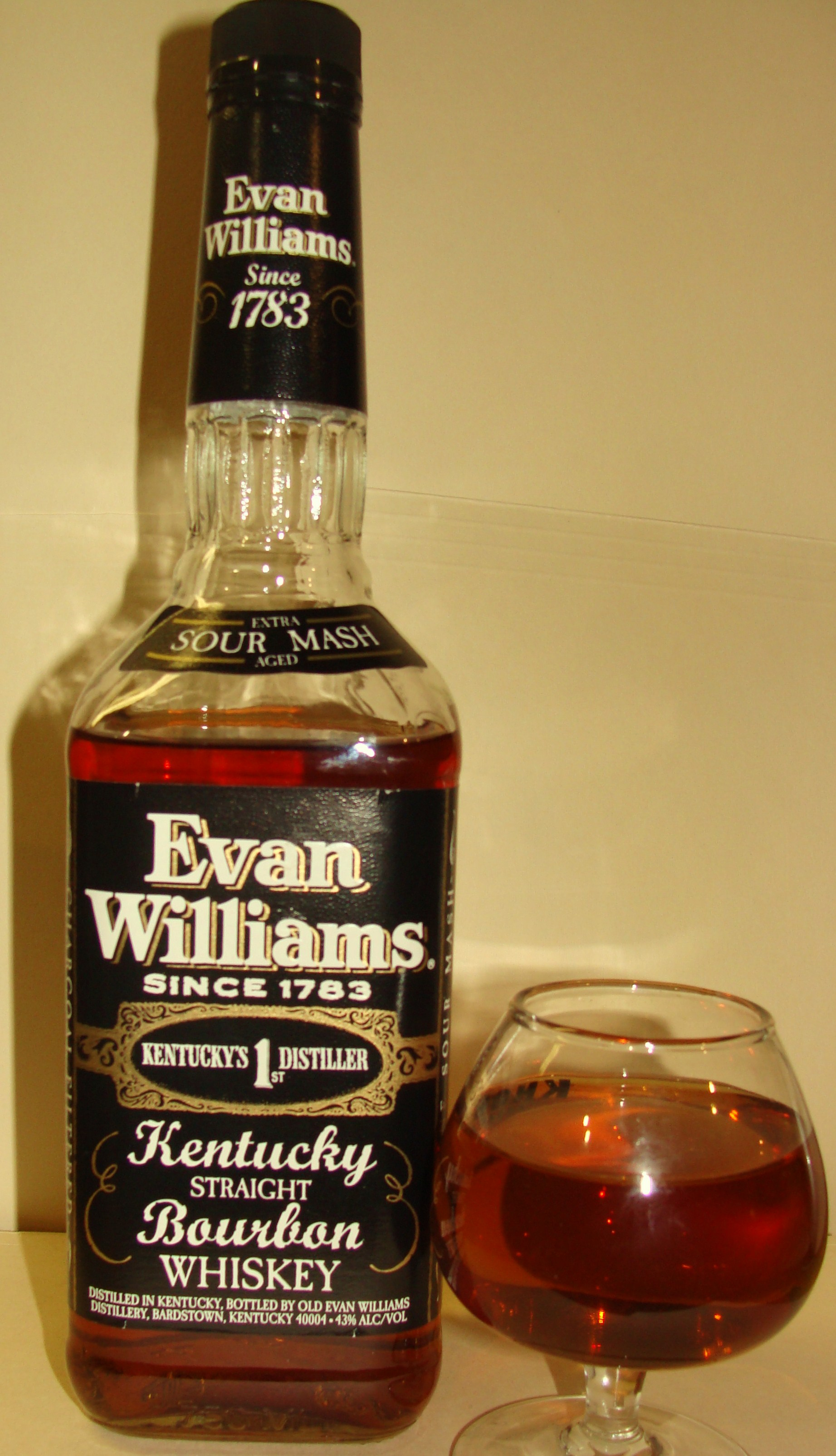
Rượu ngô Evan Williams
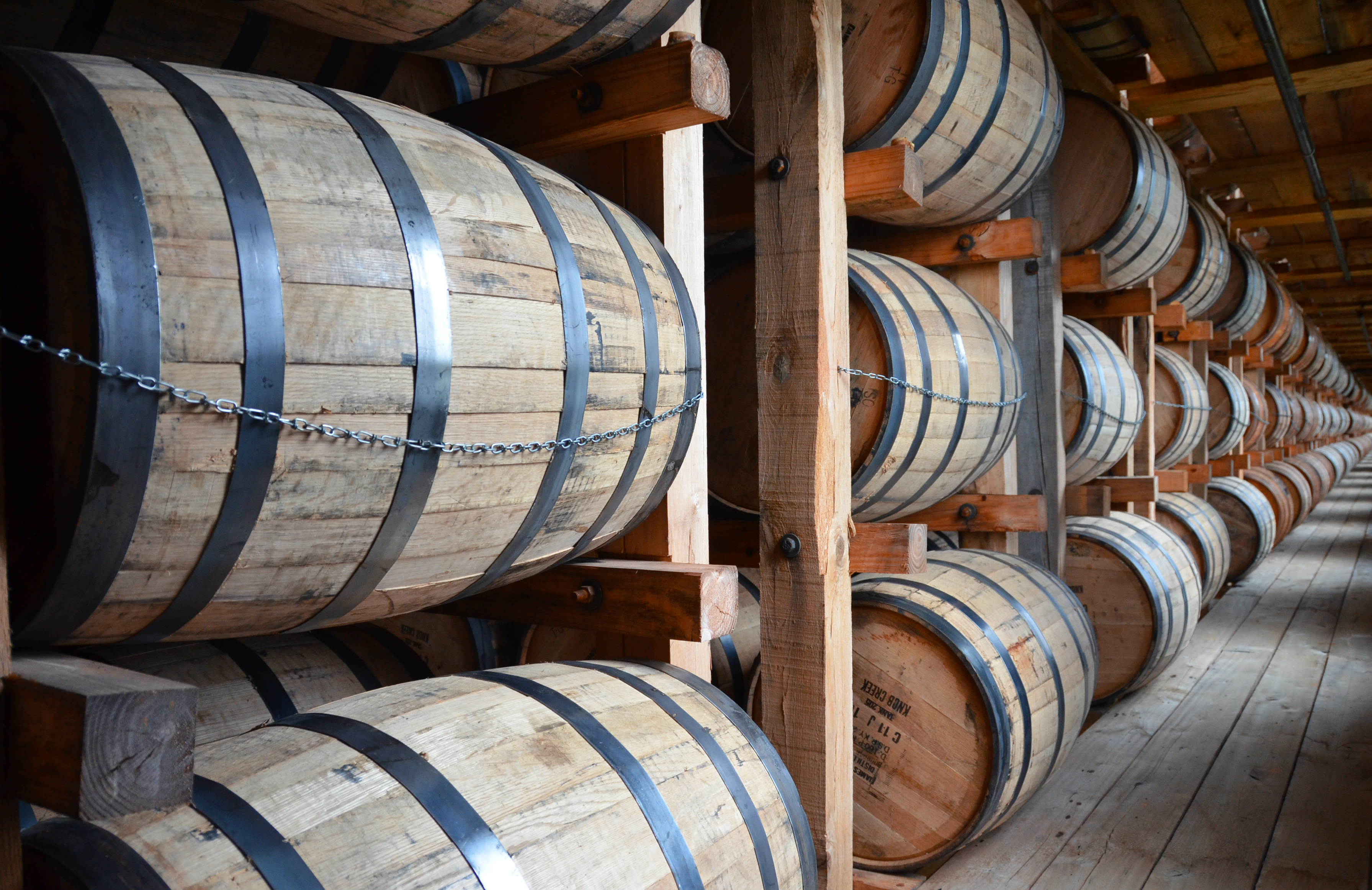
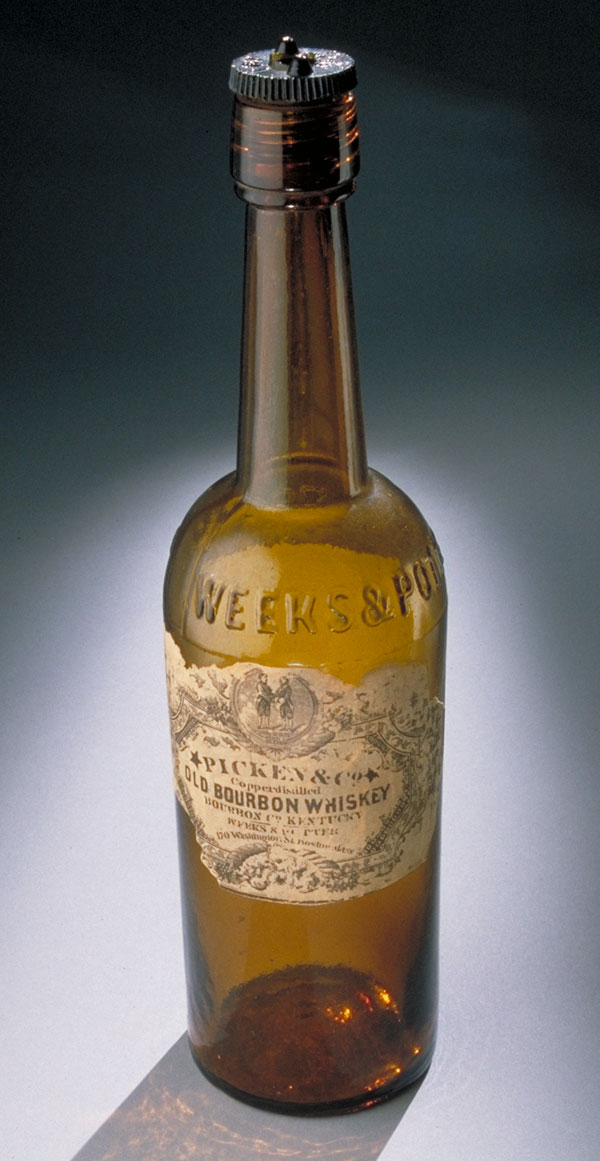
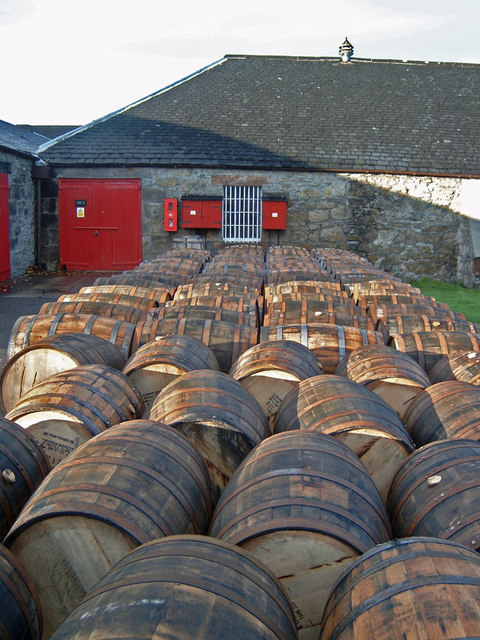